# Ljerko Spiller
Ljerko Spiller (* 21. Juli 1908 in Crikvenica, damals Königreich Kroatien und Slawonien; † 9. November 2008 in Buenos Aires) war ein argentinischer Violinist, Dirigent und Musikpädagoge kroatischer Herkunft.

## Leben
Spiller studierte bis 1927 an der Musikakademie Zagreb und bis 1930 an der École Normale de Musique de Paris. Seine Lehrer waren u. a. Jacques Thibaud, George Enescu und Diran Alexanian. Von 1930 bis 1935 unterrichtete er an der École Normale de Musique in Paris. 
Daneben war er von 1928 bis 1935 Mitglied eines Kammerensembles unter Leitung von Alfred Cortot und veröffentlichte Kritiken und Artikel in den Zeitschriften Le Monde Musical und Le Courrier de Musique. 1935 emigrierte er als Jude vor dem aufkommenden Nationalsozialismus nach Buenos Aires. Im gleichen Jahr gewann er einen Preis beim Internationalen Henryk-Wieniawski-Violinwettbewerb.
In Buenos Aires gründete Spiller ein Kammerorchester, das Jugendorchester des Collegium Musicum und das Frauenorchester von Radio El Mundo. Außerdem wirkte er als Chefdirigent des Jugendorchesters von Radio Nacional und unterrichtete von 1956 bis 1973 an der Universidad Nacional de La Plata.
1989 erhielt Spiller den Premio Conex der Fundación Konex. Nachdem er bereits in den 1970er und 1980er Jahren als Juror bei internationalen Violinwettbewerben in Zagreb und Genf gewirkt hatte, war er 1991 Mitglied der Jury beim Violinwettbewerb am Mozarteum in Salzburg. Im Folgejahr wurde er von der Asociación de Críticos Musicales-Pedagogo ausgezeichnet. 1999 wurde er Präsident der Jury zur Vergabe des Premio Conex.
Spiller veröffentlichte musikpädagogische Schriften und unterrichtete noch bis 1990 eigene Schüler. Von seinen Söhnen wurde  Antonio Spiller als Geiger bekannt, Andrés Spiller wirkt als Oboist und Dirigent in Buenos Aires.

## Schriften
- El pequeño violinista. 1943.
- Iniciación al violín en grupos. 1980.
- Kinder lernen Geige spielen. Eine neue Methode für die Anfänge auf der Geige. Für Kinder von 6 oder 7 bis gegen 10 Jahren; im Gruppen- oder Einzelunterricht. Musikhaus Pan, Zürich 1982.